# Monoenergizam
Monoenergizam je termin koji je iznio Sergije Carigradski (610. – 638.), želeći objasniti odnos obiju naravi u Isusu Kristu.
Umjesto jedinstva naravi, koje su prihvatili monofiziti, postavio je jedinstvo volje; božanska i ljudska narav - učio je Sergije - toliko su povezane i jedna s drugom usklađene da su u Kristu zapravo djelovale samo jedna jedina prirodna božanskoljudska energija i samo jedna jedina volja. Kasnije će Sergije zastupati monoteletstvo.
Treći carigradski sabor osudio je monoteletstvo kao i njegove osnivače i zaštitnike.